# مطار يورا
مطار يورا (بالفنلندية: Euran lentokenttä)‏ (إيكاو: EFEU) هو مطار في أورا، فنلندا، على بعد حوالي 4 كيلومتر (2.5 ميل) جنوب غرب مركز أورا. يتم تشغيله بواسطة نادي طيران كاوتوا (بالفنلندية: Kauttuan Ilmailukerho)‏.

## روابط خارجية
- نادي طيران كاوتوا - مطار أورا
- VFR Suomi / فنلندا - مطار أورا
- Lentopaikat.net - مطار أورا باللغة الفنلندية